# Ву, Джон
Джон Ву (англ. John Woo; кит. трад. 吳宇森, палл. У Юйсэнь, кант. Ын Юсам?, в англ. транскр. Ng Yu-Sum; род. 1 мая 1946, Гуанчжоу, Китай) — гонконгский кинорежиссёр, сценарист и монтажёр.

## Биография

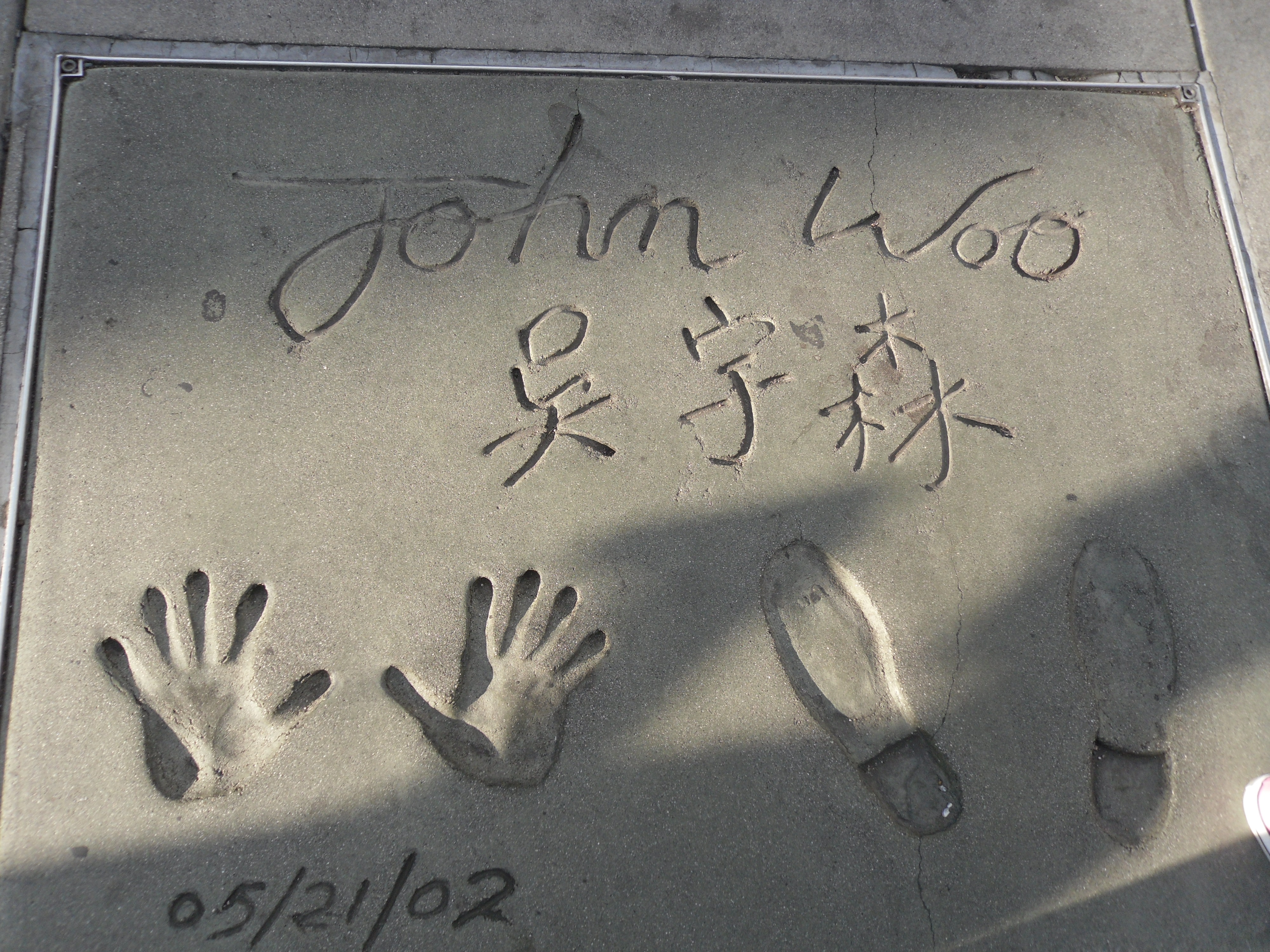
Отпечатки рук и ног Джона Ву перед Китайским театром Граумана.

Режиссёр экшн-фильмов Джон Ву родился в Гуанчжоу в 1946 году, а уже через пять лет его родители покинули коммунистический Китай и бежали в Гонконг. Отец Ву был исследователем и философом. Он был болен туберкулёзом и в течение десяти лет постоянно лежал в больницах. Всю заботу о семье взяла на себя мать. Семья Ву жила в бедном районе и мальчик рано столкнулся с насилием, которого будет так много в его фильмах. Ву вспоминает, что его избивали бандиты из Триад, он видел людей, изрубленных на куски, и волнения 1967 года (en), когда полиция применила слезоточивый газ и людей убивали на пороге их домов.
В двадцать три года он дебютировал в кино редактором сценария, и через четыре года — в 1973 году — сам начал снимать фильмы под именами У Юйшэн (Wu Yu-sheng) и Джон И. Ц. Ву (John Y.C. Woo). Наконец, в 1980 году в титрах фильма «Из князей в грязи» впервые появляется имя Джон Ву. В те годы он снимал стандартную гонконгскую кинопродукцию, преимущественно комедии. В начале восьмидесятых Ву пытался перебраться на Тайвань, но его фильмы («Время, когда тебе нужен друг», «Беги, тигр, беги») также успеха не имели.
В 1985 году он вернулся в Гонконг и на следующий год буквально взорвал местный кинорынок гангстерским фильмом «Светлое будущее», побившим все рекорды популярности. В этой ленте, во многом вдохновлённой знаменитым «Самураем» Жан-Пьера Мельвилля и японскими якудза-фильмами Такакура Кэна, Ву удалось нащупать свой собственный стиль, в котором кровавая эстетика жестокости и насилия достигает балетной отточенности картин о боевых искусствах или вестернов Сэма Пекинпы. Снятые в последующие годы фильмы не только неизменно становились кассовыми хитами, но и принесли Джону Ву всемирную славу. Особенно это относится к таким картинам как «Наёмный убийца» (1989), «Пуля в голове» (1990) и «Круто сваренные» (1992).
После успеха этих картин на международных фестивалях Ву был приглашён в Голливуд, где он стартовал фильмом «Трудная мишень» (1993). Несмотря на то, что боевик с Жан-Клодом Ван Даммом разочаровал старых поклонников Ву, режиссёр продолжал работать в Голливуде, сняв в 1996 году «Сломанную стрелу», а в 1997 — «Без лица». Этот фильм выглядит хрестоматией приёмов и тем Джона Ву: противоборство внутренне похожих героев и их взаимное оборотничество, католический храм как место кровавой битвы, знаменитые «мексиканские дуэли», когда герои замирают, наставив друг на друга свои пистолеты.
В 2000 году на экраны вышел ещё один крупнобюджетный фильм Джона Ву — «Миссия невыполнима 2». В промежутке между большими проектами Ву успевал делать дешёвые телефильмы для канадского телевидения, напоминающие его знаменитые гонконгские боевики.
Несмотря на неоднозначность оценок американского периода творчества Ву, его гонконгские работы оказали едва ли не определяющее влияние на визуальный стиль девяностых годов. Его влияние трудно не заметить у таких разных режиссёров как Люк Бессон, Квентин Тарантино и Лана и Лилли Вачовски.
В октябре 2021 года стало известно о старте производства новой картины Ву «Немая ярость» без единого диалога. Главную роль в боевике исполнил Юэль Киннаман.
В 2015 году Ву объявил, что снимет ремейк «Наёмного убийцы» для американских зрителей. Изначально на главную роль была приглашена актриса Люпита Нионго, однако в марте 2023 года вместо нее главную роль получила Натали Эммануэль, Омар Си исполнит роль полицейского. Режиссёром фильма будет Ву, премьера состоялась на сервисе Peacock.

## Фирменные приёмы
Джон Ву в съёмке своих фильмов использует характерные приёмы:
- показ белых голубей (предваряют развязку или судьбоносный момент фильма),
- регулярное использование пистолета Beretta 92F,
- регулярное использование героями фильмов двух пистолетов,
- регулярное использование эффекта замедленного движения (англ. slo-mo),
- частое использование зеркала (главные герои фильмов почти всегда смотрят в своё отражение и видят надвигающихся сзади врагов),
- диспозиция «спиной к спине» (два героя, прижавшись спиной к спине, готовятся вступить в неравный бой).
- диспозиция «мексиканская ничья» (два героя одновременно, стоя вплотную, наставляют друг на друга пистолеты, при этом у обоих есть веские причины как для того, чтобы стрелять, так и для того, чтобы не стрелять).

## Фильмография

### Режиссёр
| 1  | 1968 | Случайность                                    | Ouran                        |
| 2  | 1970 | Жестокий                                       | Cruel the one                |
| 3  | 1974 | Молодые драконы                                | Tie han rou qing             |
| 4  | 1974 | Укротители драконов                            | Nu zi tai quan qun ying hui  |
| 5  | 1975 | Рука смерти                                    | Shao Lin men                 |
| 6  | 1976 | Принцесса Чён Пин                              | Dinü hua                     |
| 7  | 1977 | Денежная лихорадка                             | Fat chin hon                 |
| 8  | 1978 | Следуй за звездой                              | Da sha xing yu xiao mei tou  |
| 9  | 1978 | Привет, поздние гости                          | Ha luo, ye gui ren           |
| 10 | 1979 | Последний салют рыцарству                      | Hao xia                      |
| 11 | 1980 | Из князей в грязи                              | Qian zuo guai                |
| 12 | 1981 | Смешные времена                                | Hua ji shi dai               |
| 13 | 1982 | В ад с дьяволом                                | Mo deng tian shi             |
| 14 | 1982 | Джейн спасатель                                | Ba cai Lin Ya Zhen           |
| 15 | 1984 | Герои не плачут                                | Ying xiong wu lei            |
| 16 | 1985 | Время, когда тебе нужен друг                   | Xiao jiang                   |
| 17 | 1985 | Беги, тигр, беги                               | Liang zhi lao hu             |
| 18 | 1986 | Светлое будущее                                | Ying hung boon sik           |
| 19 | 1987 | Светлое будущее 2: Ураганный огонь             | Ying hung boon sik 2         |
| 20 | 1989 | Наёмный убийца                                 | Dip huet seung hung          |
| 21 | 1989 | Просто герои                                   | Yee dam kwan ying            |
| 22 | 1990 | Пуля в голове                                  | Dip huet gai tau             |
| 23 | 1991 | Рождённый вором                                | Chung hang sei hoi           |
| 24 | 1992 | Круто сваренные                                | Lat sau san taam             |
| 25 | 1993 | Трудная мишень                                 | Hard Target                  |
| 26 | 1996 | Сломанная стрела                               | Broken Arrow                 |
| 27 | 1996 | Вор в законе                                   | Violent Tradition            |
| 28 | 1997 | Без лица                                       | Face/Off                     |
| 29 | 1998 | Аэропорт-98                                    | Airport '98                  |
| 30 | 1998 | Блэкджек                                       | Blackjack                    |
| 31 | 2000 | Миссия невыполнима 2                           | Mission Impossible 2         |
| 32 | 2002 | Говорящие с ветром                             | Windtalkers                  |
| 33 | 2002 | Заложница (ролик для BMW)                      | Hostage                      |
| 34 | 2003 | Час расплаты                                   | Paycheck                     |
| 35 | 2004 | Робинсоны: Затерянные в космосе                | The Robinsons: Lost in Space |
| 36 | 2005 | Невидимые дети (новелла «Сонг-Сонг и Котёнок») | All the Invisible Children   |
| 37 | 2008 | Битва у Красной скалы                          | Chi bi                       |
| 38 | 2009 | Битва у Красной скалы 2                        | Chi bi: Jue zhan tian xia    |
| 39 | 2014 | Переправа                                      | The Crossing                 |
| 40 | 2015 | Переправа 2                                    | The Crossing 2               |
| 41 | 2017 | Охота на человека                              | Manhunt                      |
| 42 | 2023 | Немая ярость                                   | Silent Night                 |
| 43 | 2024 | Наёмный убийца                                 | The Killer                   |

### Продюсер
| 1  | 1989 | Светлое будущее 3: Любовь и смерть в Сайгоне | Ying hung boon sik III: Zik yeung ji gor |
| 2  | 1995 | Отель мира                                   | Wo ping fan dim                          |
| 3  | 1996 | Кому-то там наверху я нравлюсь               | Lang man feng bao                        |
| 4  | 1998 | Убийцы на замену                             | The Replacement Killers                  |
| 5  | 1998 | Большое дело                                 | The Big Hit                              |
| 6  | 2003 | Пуленепробиваемый монах                      | Bulletproof Monk                         |
| 7  | 2007 | Кровные братья                               | Tian tang kou                            |
| 8  | 2007 | Appleseed Ex Machina                         | Appleseed Saga: Ex Machina               |
| 9  | 2010 | Светлое будущее                              | Mujeokja                                 |
| 10 | 2010 | Воины радуги: Сидик бале                     | Sai de ke · ba lai: Tai yang qi          |